# 1726 en architecture
| Années de l'architecture : 1723 - 1724 - 1725 - 1726 - 1727 - 1728 - 1729    |
| Décennies de l'architecture : 1690 - 1700 - 1710 - 1720 - 1730 - 1740 - 1750 |

Cet article présente les faits marquants de l'année 1726 en architecture.

## Réalisations
- Croatie : Palais du commandement général de Slavonie (commencé en 1724)

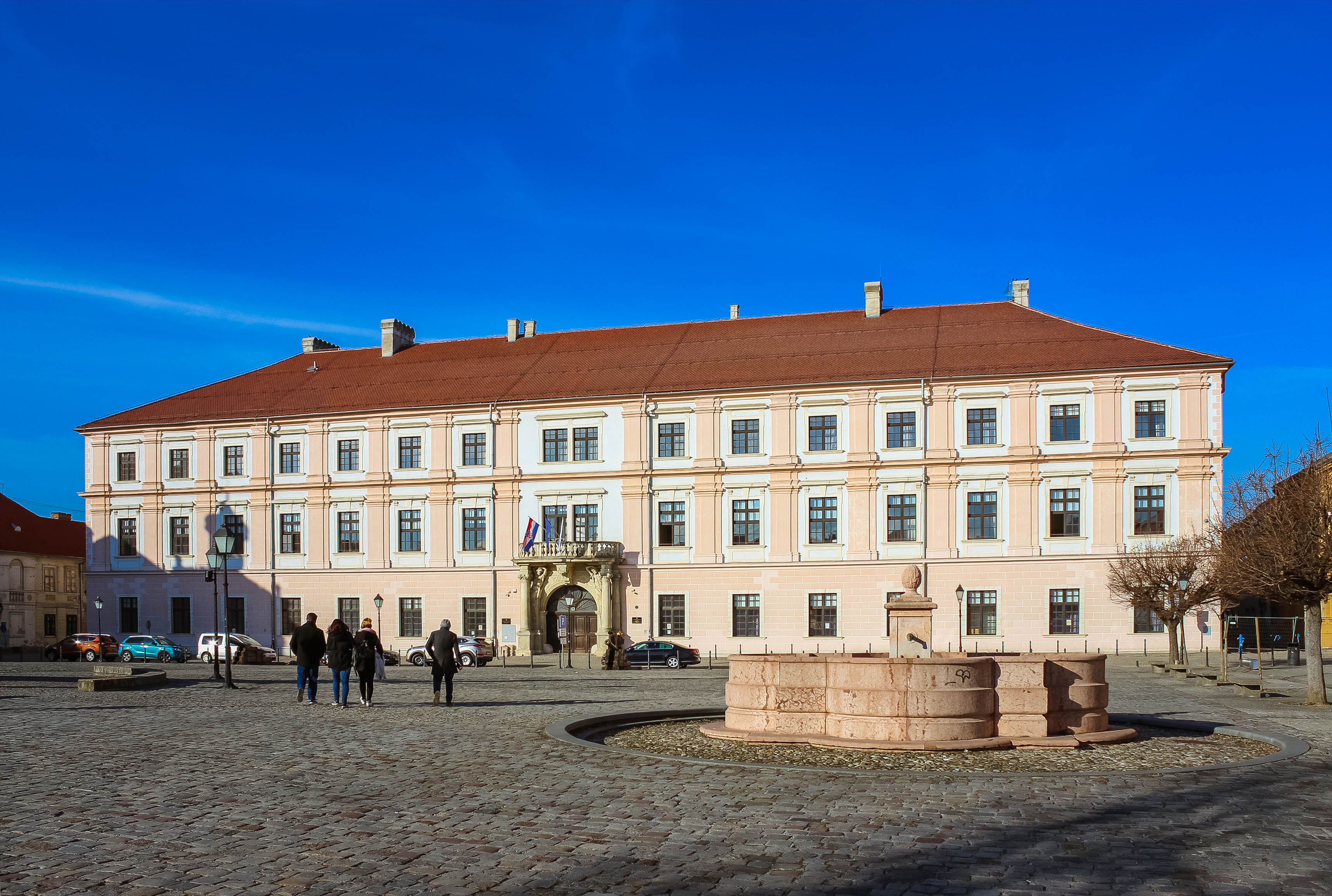
Le Palais du commandement général de Slavonie en 2019.

## Événements
- x

## Récompenses
- Prix de Rome : x

## Naissances
- 21 février : Jérôme Charles Bellicard († 1786).

## Décès
- 26 mars : John Vanbrugh (° 24 janvier 1664).